# روش بیکن
روش بیکن یک روش علمی در تاریخ علم وروش او استدلال استقرایی است که  نخستین بار توسط فرانسیس بیکن فیلسوف انگلیسی پیشنهاد گردید. بیکن در کتاب ارغنون نو (کتاب) که به نحوی در پاسخ به کتاب ارغنون ارسطو نوشته بود روش قیاسی، یاپیشینی (به انگلیسی: A PRIORI) ارسطو را رد کرد و بجای آن روش استقرایی یا پسینی (به انگلیسی: A POSTERIORI) را پیشنهاد کرد.

## بنگرید
- استقرا